# 松平頼縄
松平 頼縄（まつだいら よりつぐ）は、江戸時代後期の大名。常陸国府中藩9代藩主。官位は正四位・右京大夫。

## 生涯
文化2年（1805年）3月29日、8代藩主・松平頼説の長男として誕生。文化10年（1813年）に世子となる。
天保4年（1833年）、父の死去により家督を継ぐ。弘化元年（1844年）、本家の水戸藩主・徳川斉昭に蟄居の命令を伝える役目を果たし、その跡を継いだ慶篤の補佐を務めた。
また、蹴鞠を趣味としており、飛鳥井雅光の門下として紫組の冠懸を許された。
明治元年（1868年）12月3日、病気を理由に三男・頼策に家督を譲って隠居し、明治17年（1884年）正月24日に死去した。享年80。

## 系譜
父母
- 松平頼説（父）
- 曾我氏 ー 側室（母）

正室、継室
- 軽姫 ー 奥平昌高の娘（正室）
- 最子、光君 ー 二条治孝の娘（継室）

子女
- 松平頼策（三男）
- 松平頼寿
- 貴志頼邁
- 松平頼教
- 昌子（長女） ー 久松勝慈正室
- 安子 ー 子爵松平義生の後妻、徳川慶勝の養女

## 年表
※日付＝旧暦（1880年は新暦）
- 1824年（文政7年）12月、従四位下掃部頭に叙任。
- 1833年（天保4年）11月、家督相続し、常陸府中（茨城県石岡市）の所領を継承する。12月、播磨守に転任し、侍従を兼任する。
- 1868年（明治元年）12月、隠居後、右京大夫に叙任。
- 1880年（明治13年）5月、正四位に昇任。